# Vombatoidea
Vombatoidea – nadrodzina ssaków z podrzędu wombatokształtnych (Vombatiformes) w obrębie rzędu dwuprzodozębowców (Diprotodontia).

## Podział systematyczny
Do nadrodziny należą następujące rodziny:
- Vombatoidae Burnett, 1830 – wombatowate
- Mukupirnidae Beck, Louys, Brewer, M. Archer, Black & Tedford, 2020 – takson wymarły